# Natterer-Arassari
Der Natterer-Arassari (Selenidera nattereri) ist eine Vogelart aus der Familie der Tukane. Die Art kommt in Südamerika vor. Sie wurde nach dem österreichischen Zoologen Johann Natterer benannt. Die IUCN stuft den Arassari als  (=least concern - nicht gefährdet) ein. Wie bei anderen Kurzschnabeltukanen besteht ein auffälliger Sexualdimorphismus. Es werden keine Unterarten unterschieden.

## Erscheinungsbild
Der Natterer-Arassari erreicht eine Körperlänge von 30 bis 33 Zentimetern. Die Männchen erreichen eine Flügellänge von 12,2 bis 13,6 Zentimetern, der Schwanz wird zwischen 9,9 und 10,9 Zentimeter lang und die Schnabellänge beträgt 5,4 bis 6,7 Zentimeter. Die Weibchen weisen ähnliche Körpermaße auf, haben jedoch mit einer Schnabellänge von 4,7 bis 5,4 Zentimetern einen etwas kürzeren Schnabel.
Die Männchen haben eine schwarze Stirn und einen schwarzen Scheitel. Der Nacken, die Kehle und die Brust sind gleichfalls schwarz. Von der Region unterhalb der unbefiederten Augenumgebung bis zu den Ohrdecken zieht sich ein gelber Fleck. Im Nacken befindet sich ein schmales gelbes Band. Die Körperoberseite ist olivgrün, an den Flanken findet sich jeweils ein großer oranger Fleck. Die Schenkel sind ebenso wie die Unterschwanzdecken rot. Der Schnabel ist überwiegend rot mit einem dunkelgrünen bis schwarzen First. An der Basis von Ober- und Unterschnabel finden sich schwarze Flecken. Ober- und Unterschnabel weisen vertikale weiße Zeichnungen auf, die Schnabelspitze ist gelblich-weiß. Die unbefiederte Augenumgebung ist grün, die Iris braunrot. Füße und Beine sind graugrün. Bei den Weibchen sind Nacken, Kehle, Stirn, Scheitel und Brust kastanienbraun. Bis jetzt sind in freier Wildbahn nur Jungvögel beobachtet worden, die bereits etwas älter waren. Sie ähnelten den adulten Vögeln sehr, wiesen aber vor allem matter rote Unterschwanzdecken auf.
Verwechslungsmöglichkeiten bestehen mit dem Reinwardt-Arassari. Die Verbreitungsgebiete der beiden Arten überlappen sich aber nicht. Beim Reinwardt-Arassari ist der Schnabel ebenfalls dunkelrot, der First und die Spitze sind jedoch schwarz. Das Verbreitungsgebiet des Natterer-Arassaris grenzt an das des Pfefferfressers, der gleichfalls zu den Kurzschnabelarassaris gehört. Dieser hat aber einen hornfarbenen Schnabel mit kleinen schwarzen und blauen Farbmarkierungen. Eine entfernte Ähnlichkeit besteht mit dem Grünarassari, dieser hat jedoch eine gelbe Brust und einen gelben Bauch.

## Verbreitungsgebiet, Lebensraum und Lebensweise

Verbreitungsgebiet des Natterer-Arassaris (grün)

Das Verbreitungsgebiet erstreckt sich mit Lücken vom Osten Kolumbiens über den Süden Venezuelas und den Norden Brasiliens bis nach Guayana und Französisch-Guayana im Osten. Die Anforderungen des Natterer-Arassaris an seinen Lebensraum sowie seine Fortpflanzungsbiologie sind bislang nur unzureichend untersucht. Grundsätzlich ist er ein Bewohner feuchter Flachlandwälder. Er bevorzugt dabei Waldgebiete, die Flüsse säumen. Bislang sind die Mageninhalte von sechs Individuen untersucht worden. Alle enthielten lediglich Früchte. Die Fortpflanzungszeit fällt vermutlich in den Zeitraum März bis Mai.

## Belege

### Einzelbelege
1. ↑  Lantermann, S. 154
2. ↑  Short et al., S. 345
3. ↑  Lantermann, S. 152
4. ↑  Short et al., S. 345
5. ↑  Short et al., S. 346

### Weblink
- Selenidera nattereri in der Roten Liste gefährdeter Arten der IUCN 2013.1. Eingestellt von: BirdLife International, 2012. Abgerufen am 23. Oktober 2013.